# 祖拉布·达图纳什维利
祖拉布·达图纳什维利（1991年6月18日—），塞尔维亚男子摔跤运动员。他曾代表格鲁吉亚、塞尔维亚参加2012年、2016年和2020年夏季奥林匹克运动会摔跤比赛，获得一枚铜牌。